# Monoky család
A monoki nemes és báró Monoky család (más néven Monaky család) egyike volt a legrégibb magyar nemzetségeknek, akik a 14. század óta Monok település birtokosai voltak.
Családi címerük és annak szövege: "Hűséggel és vitézséggel", egyik ősüknek a Szent István király koronázását követő lovagi tornán tanúsított bátorságának emlékét őrzi.

## Története
A család első ismert tagja Monoky László, aki már a család előnevét is viselte, 1310 és 1333 között említik a nevét a feljegyzések. Fiai közül Mihály Sáros vármegye alispánja, míg Simon altárnokmester volt. Mihály fia, Sandrin, asztalnokmester, Sandrin fiai közül István fehérvári őrkanonok volt, Péter pedig Szabolcs vármegye főispáni székében ült. Egy később élt családtag, az 1598-ban elhunyt János, Fülek várának a kapitánya volt. János unokája, Mihály, ónodi kapitány volt, 1625-ben bárói címet kapott II. Ferdinándtól saját maga és családja részére.